# Yzernay
Yzernay ist eine französische Gemeinde mit 1.829 Einwohnern (Stand: 1. Januar 2022) im Département Maine-et-Loire in der Region Pays de la Loire. Sie gehört zum Arrondissement Cholet und ist Mitglied im Gemeindeverband Cholet Agglomération. Die Einwohner werden Yzernois und Yzernoises genannt.

## Geografie

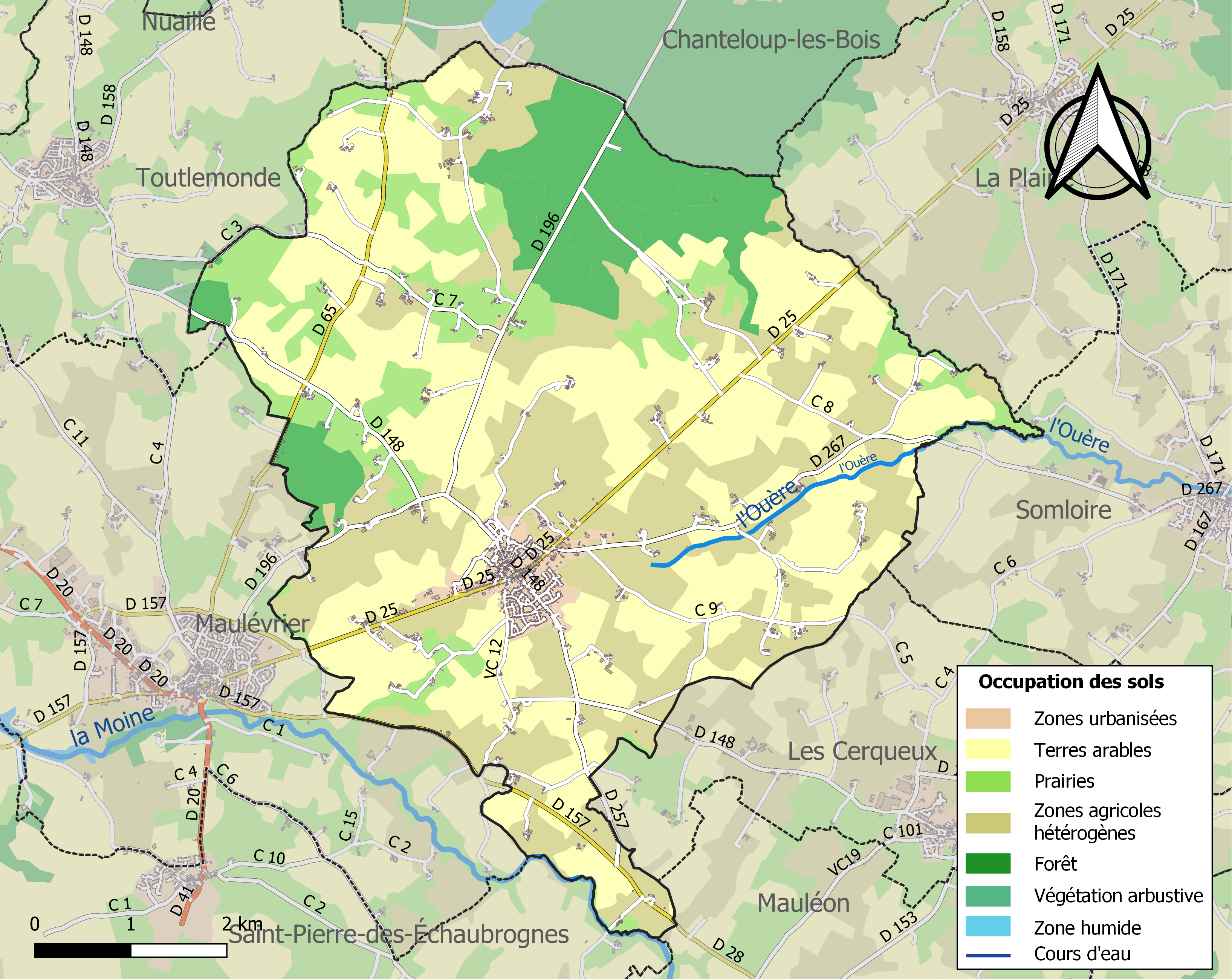
Bodennutzung, Hydrografie und Infrastruktur der Gemeinde (2018)

Yzernay liegt etwa 14 Kilometer ostsüdöstlich von Cholet und etwa 51 Kilometer südsüdwestlich von Angers in der Région naturelle Mauges und im Südwesten der historischen Provinz Anjou. Die Gemeinde erstreckt sich am südlichen Rand des Départements Maine-et-Loire an der Grenze zum benachbarten Département Deux-Sèvres. Sie befindet sich im Einzugsgebiet der Loire auf einer Höhe von etwa 170 m. Die Ouère entspringt in der Nähe des Zentrums und verlässt das Gemeindegebiet in östlicher Richtung. Die Moine begrenzt es auf einem kurzen Abschnitt. Yzernay wird außerdem vom Ruisseau du Panier, vom Ruisseau de l’Étang de Croix und verschiedenen kleineren Bächen entwässert.
Teile des Gebiets von Yzernay gehören zur ZNIEFF-Naturzonn „Massif forrestier de Nuaille-Chanteloup“ (520004464). Etwa 86 % der Fläche der Gemeinde werden landwirtschaftlich genutzt, etwa 12 % sind bewaldet, insbesondere durch den Anteil am Forêt de Vezins im nördlichen Gemeindegebiet.
Umgeben wird Yzernay von den Nachbargemeinden Chanteloup-les-Bois im Norden, La Plaine im Nordosten, Somloire im Osten, Les Cerqueux im Südosten, Mauléon (Département Deux-Sèvres) im Süden und Südosten, Saint-Pierre-des-Échaubrognes (Département Deux-Sèvres) im Süden und Südwesten, Maulévrier im Westen sowie Toutlemonde im Nordwesten.

## Geschichte
Die Visigothen drangen im 5. Jahrhundert n. Chr. in das Poitou ein. Yzernay kann seinen Namen von Isarn, einem dieser Invasoren erworben haben, von dort „Isarnay“, dann „Yzernay“. Es gibt eine andere Hypothese, die der Pfarrer Poirier in seinem Almanach von 1900 erwähnte. Die abgelegene Gemeinde mitten im Wald wäre das Land der Hirsche gewesen, aus dem „Hier ist der Hirsch geboren“ (französisch Ici le cerf naît) und dann „Yzernay“ wurde.
Im Jahr 1300 n. Chr. erwähnt das Grand Gauthier, das Register der Priorate zum ersten Mal die Existenz einer Gemeinde „Izernaïum“, gleichzeitig im Kopialbuch von Chemillé unter dem Namen „Yzernaïium“. Viele Lehen werden geschaffen. Um das 11. Jahrhundert baute Foulque Nerra die Turmhügelbrug von Malum. An diesem Stelle reiste im Juni 1230 König Ludwig IX. und seine Mutter Blanka von Kastilien in Richtung Saint-Maixent mit der königlichen Armee. Nach seiner Passage trug die Burg den Namen „Motte du Bois de Saint Louis“.
Yzernay, das sich an der Grenze von Anjou und Poitou befindet, durchlief während des Hundertjährigen Kriegs und der Hugenottenkriege viele Zusammenstöße zwischen Kriegführenden. Im April 1562 durchquerten Protestanten, die aus Poitou kamen, den Landstrich, indem sie alles plündern und verbrannten. 1591 wurde Villefort durch eine Abteilung der katholischen Armee geplündert und verbrannt. Während der Französischen Revolution nahmen die Männer der Gemeinde Unter der Führung des Pfarrkapitäns Jacques Vandangeonan allen Kämpfen teil, an denen die Vendée-Armee antrat. Am 21. Januar 1794 wurde das Dorf niedergebrannt, die Höllenkolonnen steckten die Bauernhöfe in Brand. Die Bevölkerung suchte Zuflucht im Wald.

## Bevölkerungsentwicklung
| Yzernay: Einwohnerzahlen von 1793 bis 2020                                                                                 | Yzernay: Einwohnerzahlen von 1793 bis 2020 | Yzernay: Einwohnerzahlen von 1793 bis 2020 | Yzernay: Einwohnerzahlen von 1793 bis 2020 | Yzernay: Einwohnerzahlen von 1793 bis 2020 |
| --- | ------------------------------------------ | ------------------------------------------ | ------------------------------------------ | ------------------------------------------ |
| Jahr |                                            |                                            |                                            | Einwohner                                  |
| 1793 | 1793                                       |                                            | 1.370                                      | 1.370                                      |
| 1800 | 1800                                       |                                            | 966                                        | 966                                        |
| 1806 | 1806                                       |                                            | 1.110                                      | 1.110                                      |
| 1821 | 1821                                       |                                            | 1.417                                      | 1.417                                      |
| 1831 | 1831                                       |                                            | 1.601                                      | 1.601                                      |
| 1836 | 1836                                       |                                            | 1.507                                      | 1.507                                      |
| 1841 | 1841                                       |                                            | 1.564                                      | 1.564                                      |
| 1846 | 1846                                       |                                            | 1.774                                      | 1.774                                      |
| 1851 | 1851                                       |                                            | 1.945                                      | 1.945                                      |
| 1856 | 1856                                       |                                            | 1.981                                      | 1.981                                      |
| 1861 | 1861                                       |                                            | 1.993                                      | 1.993                                      |
| 1866 | 1866                                       |                                            | 1.902                                      | 1.902                                      |
| 1872 | 1872                                       |                                            | 1.811                                      | 1.811                                      |
| 1876 | 1876                                       |                                            | 1.777                                      | 1.777                                      |
| 1881 | 1881                                       |                                            | 1.746                                      | 1.746                                      |
| 1886 | 1886                                       |                                            | 1.730                                      | 1.730                                      |
| 1891 | 1891                                       |                                            | 1.674                                      | 1.674                                      |
| 1896 | 1896                                       |                                            | 1.609                                      | 1.609                                      |
| 1901 | 1901                                       |                                            | 1.579                                      | 1.579                                      |
| 1906 | 1906                                       |                                            | 1.441                                      | 1.441                                      |
| 1911 | 1911                                       |                                            | 1.442                                      | 1.442                                      |
| 1921 | 1921                                       |                                            | 1.272                                      | 1.272                                      |
| 1926 | 1926                                       |                                            | 1.271                                      | 1.271                                      |
| 1931 | 1931                                       |                                            | 1.296                                      | 1.296                                      |
| 1936 | 1936                                       |                                            | 1.251                                      | 1.251                                      |
| 1946 | 1946                                       |                                            | 1.244                                      | 1.244                                      |
| 1954 | 1954                                       |                                            | 1.236                                      | 1.236                                      |
| 1962 | 1962                                       |                                            | 1.288                                      | 1.288                                      |
| 1968 | 1968                                       |                                            | 1.283                                      | 1.283                                      |
| 1975 | 1975                                       |                                            | 1.421                                      | 1.421                                      |
| 1982 | 1982                                       |                                            | 1.545                                      | 1.545                                      |
| 1990 | 1990                                       |                                            | 1.634                                      | 1.634                                      |
| 1999 | 1999                                       |                                            | 1.576                                      | 1.576                                      |
| 2006 | 2006                                       |                                            | 1.610                                      | 1.610                                      |
| 2013 | 2013                                       |                                            | 1.829                                      | 1.829                                      |
| 2020 | 2020                                       |                                            | 1.821                                      | 1.821                                      |
| Quelle(n): EHESS/Cassini bis 1999, INSEE ab 2006 Anmerkung(en): Ab 1962 offizielle Zahlen ohne Einwohner mit Zweitwohnsitz |                                            |                                            |                                            |                                            |

## Sehenswürdigkeiten
- Pfarrkirche Saint-Hilaire aus dem 18. und 19. Jahrhundert
- Kapelle Notre-Dame-de-la-Salette im Ortsteil Grand Champ
- Kapelle Notre-Dame im Weiler Le Plessis-Ayault, errichtet 1923
- Kapelle Notre-Dame im Weiler La Musse aus dem 19. Jahrhundert
- Kapelle Saint-René im Weiler Le Cimetière des Martyrs als Andenken an die Opfer der Gemeinde während des Aufstands der Vendée, erbaut 1852
- Oratorium im Weiler Grand-Champ aus dem 19. Jahrhundert
- Oratorium L'Enfant-Jesus-de-Prague im Weiler Champ-de-l’Aire aus dem 19. oder 20. Jahrhundert
- Oratorium im Weiler La Mainguenière, errichtet 1840
- Calvaire, errichtet 1813
- Schloss Villefort, erbaut 1839
- Schloss Le Bois-Saint-Louis aus dem 19. Jahrhundert mit Ursprüngen aus dem 11. Jahrhundert
- Festes Haus, genannt „Herrenhaus La Petite-Saulaie“, aus dem 16. dem 18. Jahrhundert
- Festes Haus, genannt „Herrenhaus Le Logis de la Roche“, im Weiler La Roche-des-Rivières aus dem 16. Jahrhundert
- Festes Haus, genannt „Schloss La Charte-Bouchère“, aus dem 15. und 16. Jahrhundert
- Windmühle, genannt „Moulin des Rosiers“, aus dem 19. und 20. Jahrhundert
- Windmühle, genannt „Moulin de la Roche“, vermutlich aus dem 19. Jahrhundert

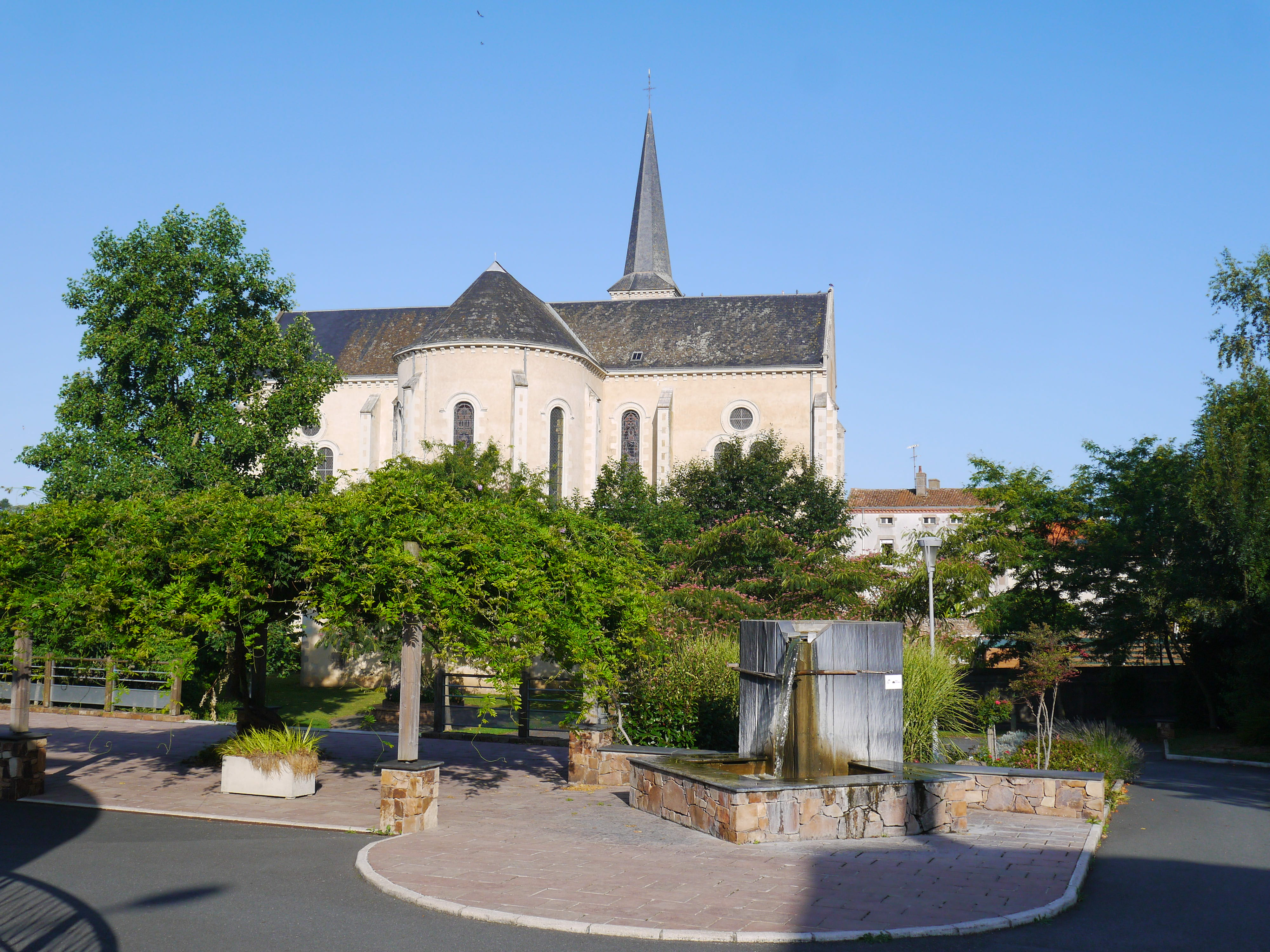
Pfarrkirche Saint-Hilaire
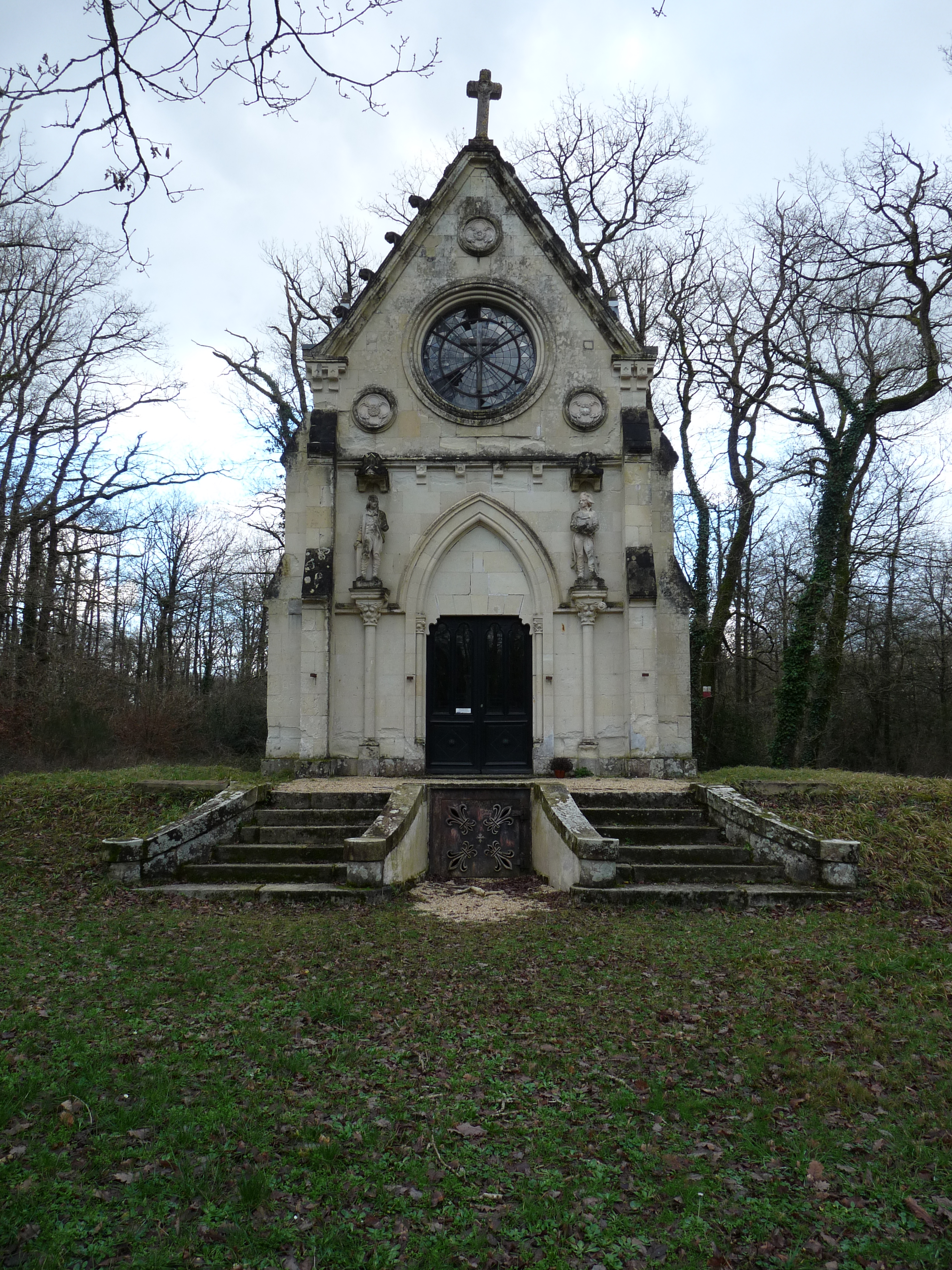
Kapelle Saint-René im Cimetière des Martyrs
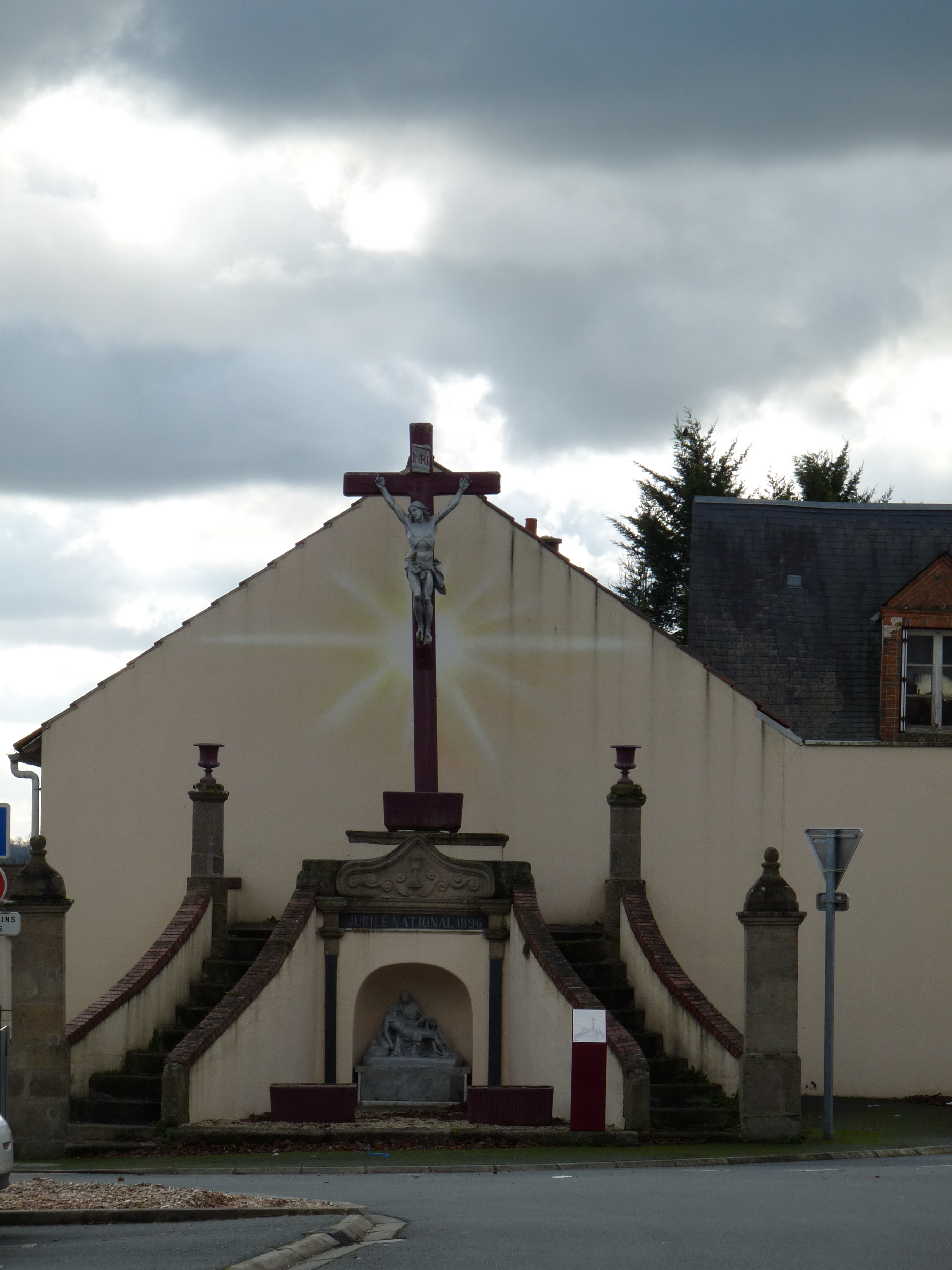
Calvaire

## Verkehr
Yzernay liegt abseits größerer Verkehrsachsen. Die Departementsstraße D 25 führt im Südwesten nach Maulévrier, im Nordosten nach Lys-Haut-Layon über La Plaine. Die D 65 durchquert das westliche Gemeindegebiet und führt nach Norden nach Chemillé-en-Anjou, im Süden nach Maulévrier. Weitere, nachgeordnete Departementsstraßen und lokale Landstraßen verbinden das Zentrum mit den Weilern und anderen Nachbargemeinden. Eine Buslinie der Transportgesellschaft Choletbus des Gemeindeverbands verbindet die Gemeinde mit Cholet und mit La Plaine.

## Persönlichkeiten
Jacques Vandangeon (1769–1849), französischer Kämpfer und Pfarrkapitän während des Aufstands der Vendée, geboren und verstorben in Yzernay